# Maksimilijan Jezernik
Maksimilijan Jezernik, slovenski rimskokatoliški duhovnik, teolog, filozof, misiolog, pravnik in predavatelj, * 22. februar 1922, Gornja Ponikva, † 21. april 2015, Celje.
Je bivši predavatelj na Papeški univerzi Urbaniana in je bil med ustanovitelji Papeškega slovenskega zavoda v Rimu (Slovenika), katerega je vodil 36 let.

## Življenjepis
Osnovno šolo je končal v rojstnem kraju, medtem ko je gimnazijo obiskoval v Mariboru. Bogoslovje je študiral na Papeški univerzi Urbaniani v Rimu, kjer je bil 17. aprila 1949 tudi posvečen v duhovnika. Med študijem v Rimu je dosegel naslednje akademske stopnje:
- magister teologije (1949),
- doktor filozofije (1951),
- doktor misiologije (1954),
- doktor civilnega prava (1958)[4].

Leta 1953 je postal predavatelj filozofije in etike Urbaniani, istega leta je postal tudi drugi podravnatelj Kongregacije za evangelizacijo narodov. Leta 1957 je postal prvi podravnatelj in nato leta 1966 ravnatelj kongregacije. Na Urbaniani je dve leti predaval tudi filozofsko metodologijo in bil v letih 1974−1978 tudi generalni tajnik univerze. 
Škof Franc Kramberger ga je leta 1983 imenoval za glavnega postulatorja v postopku Slomškove beatifikacije, ki je bil zaključen 19. septembra 1999 .
4. januarja 1965 je postal prorektor, 7. januarja 1972 pa rektor Papeškega slovenskega zavoda v Rimu to funkcijo je opravljal vse do 11. julija 2001.
Od 10. maja 1978 je bil tudi predsednik novoustanovljene Slovenske bogoslovne akademije ter bil tudi med ustanovitelji Slovenske teološke komisije.

## Odlikovanja in nagrade
Odlikovanja
Leta 1996 je prejel častni znak svobode Republike Slovenije z naslednjo utemeljitvijo: »za zasluge v dobro Slovencem na tujem, še posebej v Rimu, in za dejanja, pomembna pri mednarodnem uveljavljanju Republike Slovenije«.
Papeški nazivi
- papeški tajni komornik (1963)
- papeški častni prelat (1969)
- apostolski pronotar (1999)

Škofijski nazivi
- častni kanonik stolnega kapitlja v Ljubljani (1994)